# Geumgwan
Geumgwan fou un dels regnes que al segle i va formar part de la confederació Gaya al sud de Corea.
Geumgwan va ser la capital de la ciutat estat de la confederació de Gaya durant el Tres regnes de Corea. Es creu que s'han localitzat al voltant de la ciutat moderna de la província de Gimhae, Gyeongsang del Sud, prop de la desembocadura del riu Nakdong. Per la seva ubicació geogràfica, aquest regne va exercir un paper dominant en els assumptes regionals de l'època Byeonhan d'ara endavant fins al final de la confederació de Gaya.
Segons el Samguk Yusa, Geumgwan consistia en 9 de pobles units el 43 pel Rei Suro de Gaya. Vers l'any 200 va annexionar al regne de Pon Gaya. Fou incorporat al regne de Silla el 532.

## Llista de reis
- Sureung
- Geodeung 199-259
- Mapum 259-291
- Geojilmi 291-346
- Isipum 346-407
- Jwaji 407-421
- Chwiheui 421-451
- Jilji 451-492
- Gyumji 492-521
- Guhyung 521-532
- A Silla 532